# Crossoglossa polyblephara
Crossoglossa polyblephara är en orkidéart som först beskrevs av Rudolf Schlechter, och fick sitt nu gällande namn av Dodson. Crossoglossa polyblephara ingår i släktet Crossoglossa, och familjen orkidéer.
Artens utbredningsområde är Colombia. Inga underarter finns listade i Catalogue of Life.